# Vuelta al Táchira 1993
La 28ª edición de la Vuelta al Táchira se disputó desde el 24 de septiembre hasta el 3 de octubre de 1993.
Perteneció al calendario de la Federación Venezolana de Ciclismo. El recorrido contó con 10 etapas y 1268 km, transitando por el estado Táchira.
El ganador fue el venezolano Leonardo Sierra del equipo Selle Italia, quien fue escoltado en el podio por José Ibáñez y Omar Pumar.
Las clasificaciones por equipos la ganó Selle Italia.

## Equipos participantes
Participaron varios equipos conformados por entre 6 y 8 corredores, con equipos de Venezuela, Italia, Cuba y Colombia.
| - Lotería del Táchira - Club Cadafe - Gobernación de Trujillo - Gobernación de Táchira - Alcaldía de Cabimas | - Selección de Colombia - Selección de Cuba - Selle Italia |

## Etapas
| Etapa | Fecha            | Recorrido                                  | Km  | Ganador          | Lider           |
| 1ª    | 24 de septiembre | San Cristóbal - El Piñal                   | 170 | Stefhano Colage  | Stefhano Colage |
| 2ª    | 25 de septiembre | Circuito en Ureña y San Antonio            | 143 | Leonardo Sierra  | Leonardo Sierra |
| 3ª    | 26 de septiembre | Circuito en San Cristóbal                  | 118 | Roberto Caruso   | Leonardo Sierra |
| 4ª    | 27 de septiembre | Cordero - Peribeca - Colón                 | 135 | Leonardo Sierra  | Leonardo Sierra |
| 5ª    | 28 de septiembre | La Fría - Coloncito - La Grita             | 114 | Leonardo Sierra  | Leonardo Sierra |
| 6ª    | 29 de septiembre | Seboruco - Peribeca - Rubio                | 128 | Nelson Rodríguez | Leonardo Sierra |
| 7ª    | 30 de septiembre | Táriba - Siberia                           | 160 | Enrique Valdez   | Leonardo Sierra |
| 8ª    | 1 de octubre     | Táriba - Peribeca - Cerro El Cristo        | 166 | Karl Belgarev    | Leonardo Sierra |
| 9ª    | 2 de octubre     | San Josecito - Rubio - Palmira             | 107 | Giovanni Vargas  | Leonardo Sierra |
| 10.ª  | 3 de octubre     | CRI San Cristóbal - Táriba - San Cristóbal | 28  | Leonardo Sierra  | Leonardo Sierra |

## Clasificaciones

### Clasificación general
| Posición | Ciclista        | Equipo              | Tiempo |
|          | Leonardo Sierra | Selle Italia        |        |
| 2º       | José Ibáñez     | Alcaldía de Cabimas |        |
| 3º       | Omar Pumar      | Club Cadafe         |        |
| 4º       | Bandera de ?    | Bandera de ?        |        |
| 5º       | Bandera de ?    | Bandera de ?        |        |
| 6º       | Bandera de ?    | Bandera de ?        |        |
| 7º       | Bandera de ?    | Bandera de ?        |        |
| 8º       | Bandera de ?    | Bandera de ?        |        |
| 9º       | Bandera de ?    | Bandera de ?        |        |
| 10º      | Bandera de ?    | Bandera de ?        |        |

### Clasificación por puntos
| Posición | Ciclista     | Equipo       | Puntos |
|          | Bandera de ? | Bandera de ? |        |
| 2°       | Bandera de ? | Bandera de ? |        |
| 3°       | Bandera de ? | Bandera de ? |        |

### Clasificación de la montaña
| Posición | Ciclista     | Equipo       | Puntos |
|          | Bandera de ? | Bandera de ? |        |
| 2°       | Bandera de ? | Bandera de ? |        |
| 3°       | Bandera de ? | Bandera de ? |        |

### Clasificación de los sprints
| Posición | Ciclista     | Equipo       | Puntos |
|          | Bandera de ? | Bandera de ? |        |
| 2°       | Bandera de ? | Bandera de ? |        |
| 3°       | Bandera de ? | Bandera de ? |        |

### Clasificación sub-23
| Posición | Ciclista     | Equipo       | Tiempo |
|          | Bandera de ? | Bandera de ? |        |
| 2°       | Bandera de ? | Bandera de ? |        |
| 3°       | Bandera de ? | Bandera de ? |        |

### Clasificación por equipos
| Posición | Equipo       | Tiempo |
|          | Selle Italia |        |
| 2°       | Bandera de ? |        |
| 3°       | Bandera de ? |        |